# Athlétisme aux Jeux olympiques d'été de 1980, résultats détaillés
Pour les podiums, voir Athlétisme aux Jeux olympiques d'été de 1980

## Sprint

### 100 mètres hommes
| Rang | Athlète           | Pays             | Performance |
| ---- | ----------------- | ---------------- | ----------- |
| 1    | Allan Wells       | Royaume-Uni      | 10 s 25     |
| 2    | Silvio Leonard    | Cuba             | 10 s 25     |
| 3    | Petar Petrov      | Bulgarie         | 10 s 39     |
| 4    | Aleksandr Aksinin | Union soviétique | 10 s 42     |
| 5    | Osvaldo Lara      | Cuba             | 10 s 43     |
| 6    | Vladimir Muravyov | Union soviétique | 10 s 44     |
| 7    | Marian Woronin    | Pologne          | 10 s 46     |
| 8    | Hermann Panzo     | France           | 10 s 49     |

### 100 mètres femmes
| Rang | Athlète              | Pays               | Performance |
| ---- | -------------------- | ------------------ | ----------- |
| 1    | Lyudmila Kondratyeva | Union soviétique   | 11 s 06     |
| 2    | Marlies Göhr         | Allemagne de l'Est | 11 s 07     |
| 3    | Ingrid Auerswald     | Allemagne de l'Est | 11 s 14     |
| 4    | Linda Haglund        | Suède              | 11 s 16     |
| 5    | Romy Müller          | Allemagne de l'Est | 11 s 16     |
| 6    | Kathryn Smallwood    | Royaume-Uni        | 11 s 28     |
| 7    | Chantal Réga         | France             | 11 s 32     |
| 8    | Heather Hunte        | Royaume-Uni        | 11 s 34     |

### 200 mètres hommes
| Rang | Athlète        | Pays               | Performance |
| ---- | -------------- | ------------------ | ----------- |
| 1    | Pietro Mennea  | Italie             | 20 s 19     |
| 2    | Allan Wells    | Royaume-Uni        | 20 s 21     |
| 3    | Don Quarrie    | Jamaïque           | 20 s 29     |
| 4    | Silvio Leonard | Cuba               | 20 s 30     |
| 5    | Bernhard Hoff  | Allemagne de l'Est | 20 s 50     |
| 6    | Leszek Dunecki | Pologne            | 20 s 68     |
| 7    | Marian Woronin | Pologne            | 20 s 81     |
| 8    | Osvaldo Lara   | Cuba               | 21 s 19     |

### 200 mètres femmes
| Rang | Athlète           | Pays               | Performance  |
| ---- | ----------------- | ------------------ | ------------ |
| 1    | Bärbel Wöckel     | Allemagne de l'Est | 22 s 03 (RO) |
| 2    | Natalya Bochina   | Union soviétique   | 22 s 19      |
| 3    | Merlene Ottey     | Jamaïque           | 22 s 20      |
| 4    | Romy Müller       | Allemagne de l'Est | 22 s 47      |
| 5    | Kathryn Smallwood | Royaume-Uni        | 22 s 61      |
| 6    | Beverley Goddard  | Royaume-Uni        | 22 s 72      |
| 7    | Denise Boyd       | Australie          | 22 s 76      |
| 8    | Sonia Lannaman    | Royaume-Uni        | 22 s 80      |

### 400 mètres hommes
| Rang | Athlète            | Pays               | Performance |
| ---- | ------------------ | ------------------ | ----------- |
| 1    | Viktor Markin      | Union soviétique   | 44 s 60     |
| 2    | Rick Mitchell      | Australie          | 44 s 84     |
| 3    | Frank Schaffer     | Allemagne de l'Est | 44 s 87     |
| 4    | Alberto Juantorena | Cuba               | 45 s 09     |
| 5    | Alfons Brijdenbach | Belgique           | 45 s 10     |
| 6    | Michael Solomon    | Trinité-et-Tobago  | 45 s 55     |
| 7    | David Jenkins      | Royaume-Uni        | 45 s 56     |
| 8    | Joseph Coombs      | Trinité-et-Tobago  | 46 s 33     |

### 400 mètres femmes
| Rang | Athlète               | Pays               | Performance  |
| ---- | --------------------- | ------------------ | ------------ |
| 1    | Marita Koch           | Allemagne de l'Est | 48 s 88 (RO) |
| 2    | Jarmila Kratochvilova | Tchécoslovaquie    | 49 s 46      |
| 3    | Christina Lathan      | Allemagne de l'Est | 49 s 66      |
| 4    | Irina Nazarova        | Union soviétique   | 50 s 07      |
| 5    | Nina Zyuskova         | Union soviétique   | 50 s 17      |
| 6    | Gabriele Löwe         | Allemagne de l'Est | 51 s 33      |
| 7    | Pirjo Häggman         | Finlande           | 51 s 35      |
| 8    | Linsey MacDonald      | Royaume-Uni        | 52 s 40      |

## Course de demi-fond

### 800 mètres hommes
| Rang | Athlète            | Pays               | Performance   |
| ---- | ------------------ | ------------------ | ------------- |
| 1    | Steve Ovett        | Royaume-Uni        | 1 min 45 s 40 |
| 2    | Sebastian Coe      | Royaume-Uni        | 1 min 45 s 85 |
| 3    | Nikolay Kirov      | Union soviétique   | 1 min 45 s 94 |
| 4    | Agberto Guimarães  | Brésil             | 1 min 46 s 20 |
| 5    | Andreas Busse      | Allemagne de l'Est | 1 min 46 s 81 |
| 6    | Detlef Wagenknecht | Allemagne de l'Est | 1 min 46 s 91 |
| 7    | José Marajo        | France             | 1 min 47 s 26 |
| 8    | David Warren       | Royaume-Uni        | 1 min 49 s 25 |

### 800 mètres femmes
| Rang | Athlète              | Pays               | Performance        |
| ---- | -------------------- | ------------------ | ------------------ |
| 1    | Nadezhda Olizarenko  | Union soviétique   | 1 min 53 s 43 (RM) |
| 2    | Olga Mineyeva        | Union soviétique   | 1 min 54 s 81      |
| 3    | Tatyana Providokhina | Union soviétique   | 1 min 55 s 46      |
| 4    | Martina Kämpfert     | Allemagne de l'Est | 1 min 56 s 21      |
| 5    | Hildegard Ullrich    | Allemagne de l'Est | 1 min 57 s 20      |
| 6    | Jolanta Januchta     | Pologne            | 1 min 58 s 25      |
| 7    | Nikolina Shtereva    | Bulgarie           | 1 min 58 s 71      |
| 8    | Gabriella Dorio      | Italie             | 1 min 59 s 12      |

### 1 500 mètres hommes
| Rang | Athlète             | Pays               | Performance   |
| ---- | ------------------- | ------------------ | ------------- |
| 1    | Sebastian Coe       | Royaume-Uni        | 3 min 38 s 40 |
| 2    | Jurgen Straub       | Allemagne de l'Est | 3 min 38 s 80 |
| 3    | Steve Ovett         | Royaume-Uni        | 3 min 38 s 99 |
| 4    | Andreas Busse       | Allemagne de l'Est | 3 min 40 s 17 |
| 5    | Vittorio Fontanella | Italie             | 3 min 40 s 37 |
| 6    | Jozef Plachý        | Tchécoslovaquie    | 3 min 40 s 66 |
| 7    | José Marajo         | France             | 3 min 41 s 48 |
| 8    | Steve Cram          | Royaume-Uni        | 3 min 41 s 98 |

### 1 500 mètres femmes
| Rang | Athlète               | Pays               | Performance       |
| ---- | --------------------- | ------------------ | ----------------- |
| 1    | Tatyana Kazankina     | Union soviétique   | 3 min 56 s 6 (RO) |
| 2    | Christiane Wartenberg | Allemagne de l'Est | 3 min 57 s 8      |
| 3    | Nadezhda Olizarenko   | Union soviétique   | 3 min 59 s 6      |
| 4    | Gabriella Dorio       | Italie             | 4 min 00 s 3      |
| 5    | Ulrike Bruns          | Allemagne de l'Est | 4 min 00 s 7      |
| 6    | Lyubov Smolka         | Union soviétique   | 4 min 01 s 3      |
| 7    | Maricica Puica        | Roumanie           | 4 min 01 s 3      |
| 8    | Ileana Silai          | Roumanie           | 4 min 03 s 0      |

## Course de fond

### 5 000 mètres hommes

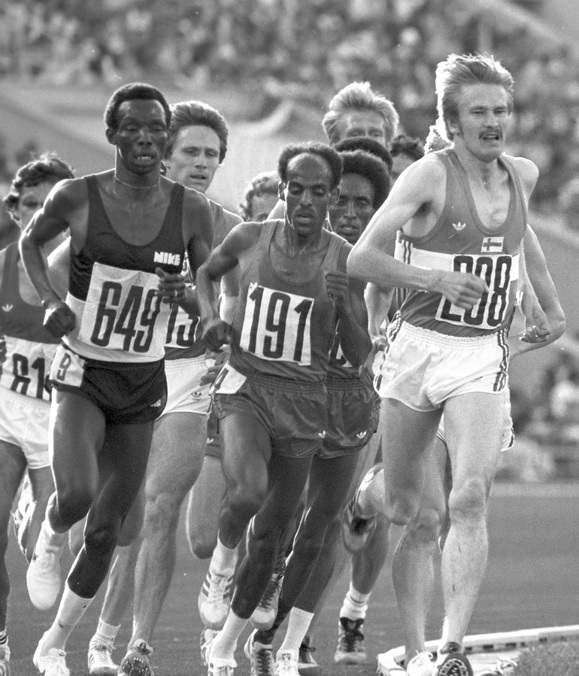
Suleiman Nyambui (649), Miruts Yifter (191), Kaarlo Maaninka (208) à Moscou

| Rang | Athlète            | Pays             | Performance    |
| ---- | ------------------ | ---------------- | -------------- |
| 1    | Miruts Yifter      | Éthiopie         | 13 min 20 s 91 |
| 2    | Suleiman Nyambui   | Tanzanie         | 13 min 21 s 60 |
| 3    | Kaarlo Maaninka    | Finlande         | 13 min 22 s 00 |
| 4    | Eamonn Coghlan     | Irlande          | 13 min 22 s 74 |
| 5    | Markus Ryffel      | Suisse           | 13 min 23 s 03 |
| 6    | Dietmar Millonig   | Autriche         | 13 min 23 s 62 |
| 7    | John Treacy        | Irlande          | 13 min 24 s 10 |
| 8    | Aleksandr Fedotkin | Union soviétique | 13 min 24 s 10 |

### 10 000 mètres hommes
| Rang | Athlète            | Pays               | Performance    |
| ---- | ------------------ | ------------------ | -------------- |
| 1    | Miruts Yifter      | Éthiopie           | 27 min 42 s 69 |
| 2    | Kaarlo Maaninka    | Finlande           | 27 min 44 s 28 |
| 3    | Mohammed Kedir     | Éthiopie           | 27 min 44 s 64 |
| 4    | Tolossa Kotu       | Éthiopie           | 27 min 46 s 47 |
| 5    | Lasse Virén        | Finlande           | 27 min 50 s 46 |
| 6    | Jörg Peter         | Allemagne de l'Est | 28 min 05 s 53 |
| 7    | Werner Schildhauer | Allemagne de l'Est | 28 min 10 s 91 |
| 8    | Enn Sellik         | Union soviétique   | 28 min 13 s 72 |

## Courses de haies

### 100 mètres haies femmes
| Rang | Athlète           | Pays               | Performance  |
| ---- | ----------------- | ------------------ | ------------ |
| 1    | Vera Komisova     | Union soviétique   | 12 s 56 (RO) |
| 2    | Johanna Klier     | Allemagne de l'Est | 12 s 63      |
| 3    | Lucyna Langer     | Pologne            | 12 s 65      |
| 4    | Kerstin Claus     | Allemagne de l'Est | 12 s 66      |
| 5    | Grażyna Rabsztyn  | Pologne            | 12 s 74      |
| 6    | Irina Litovchenko | Union soviétique   | 12 s 84      |
| 7    | Bettine Gärtz     | Allemagne de l'Est | 12 s 93      |
| 8    | Zofia Bielczyk    | Pologne            | 13 s 08      |

### 110 mètres haies hommes
| Rang | Athlète           | Pays               | Performance |
| ---- | ----------------- | ------------------ | ----------- |
| 1    | Thomas Munkelt    | Allemagne de l'Est | 13 s 39     |
| 2    | Alejandro Casanas | Cuba               | 13 s 40     |
| 3    | Aleksandr Puchkov | Union soviétique   | 13 s 44     |
| 4    | Andreï Prokofiev  | Union soviétique   | 13 s 49     |
| 5    | Jan Pusty         | Pologne            | 13 s 68     |
| 6    | Arto Bryggare     | Finlande           | 13 s 76     |
| 7    | Javier Moracho    | Espagne            | 13 s 78     |
| 8    | Yuriy Chervanyov  | Union soviétique   | 13 s 80     |

### 400 mètres haies hommes
| Rang | Athlète          | Pays               | Performance |
| ---- | ---------------- | ------------------ | ----------- |
| 1    | Volker Beck      | Allemagne de l'Est | 48 s 70     |
| 2    | Vasyl Arkhypenko | Union soviétique   | 48 s 86     |
| 3    | Gary Oakes       | Royaume-Uni        | 49 s 11     |
| 4    | Nikolay Vasilyev | Union soviétique   | 49 s 34     |
| 5    | Rok Kopitar      | Yougoslavie        | 49 s 67     |
| 6    | Horia Toboc      | Roumanie           | 49 s 84     |
| 7    | Franz Meier      | Suisse             | 50 s 00     |
| 8    | Yanko Bratanov   | Bulgarie           | 56 s 35     |

### 3 000 mètres steeple hommes
| Rang | Athlète              | Pays             | Performance  |
| ---- | -------------------- | ---------------- | ------------ |
| 1    | Bronisław Malinowski | Pologne          | 8 min 09 s 7 |
| 2    | Filbert Bayi         | Tanzanie         | 8 min 12 s 5 |
| 3    | Eshetu Tura          | Éthiopie         | 8 min 13 s 6 |
| 4    | Domingo Ramon        | Espagne          | 8 min 15 s 8 |
| 5    | Francisco Sanchez    | Espagne          | 8 min 18 s 0 |
| 6    | Giuseppe Gerbi       | Italie           | 8 min 18 s 5 |
| 7    | Boguslaw Maminski    | Pologne          | 8 min 19 s 5 |
| 8    | Anatoliy Dimov       | Union soviétique | 8 min 19 s 8 |

## Relais

### 4 × 100 mètres hommes
| Rang | Athlètes                                                                             | Pays               | Performance |
| ---- | ------------------------------------------------------------------------------------ | ------------------ | ----------- |
| 1    | Vladimir Muravyov Nikolay Sidorov Andreï Prokofiev Aleksandr Aksinin                 | Union soviétique   | 38 s 26     |
| 2    | Zenon Licznerski Leszek Dunecki Marian Woronin Krzysztof Zwolinski                   | Pologne            | 38 s 33     |
| 3    | Patrick Barré Pascal Barré Hermann Panzo Antoine Richard                             | France             | 38 s 53     |
| 4    | Michael McFarlane Allan Wells Cameron Sharp Andrew McMaster                          | Royaume-Uni        | 38 s 62     |
| 5    | Sören Schlegel Eugen Ray Bernhard Hoff Thomas Munkelt                                | Allemagne de l'Est | 38 s 73     |
| 6    | Pavel Pavlov (en) Vladimir Ivanov (en) Ivaylo Karanyotov Petar Petrov                | Bulgarie           | 38 s 99     |
| 7    | Hammed Adio Kayode Elegbede Samson Oyeledun Peter Okodogbe                           | Nigeria            | 39 s 12     |
| 8    | Milton Costa de Castro Nelson Rocha dos Santos Katsuhiko Nakaya Altevir Araujo Filho | Brésil             | 39 s 54     |

### 4 × 100 mètres femmes
| Rang | Athlètes                                                                           | Pays               | Performance  |
| ---- | ---------------------------------------------------------------------------------- | ------------------ | ------------ |
| 1    | Romy Müller Bärbel Wöckel Ingrid Auerswald-Lange Marlies Göhr                      | Allemagne de l'Est | 41 s 60 (RM) |
| 2    | Vera Komisova Ludmila Zharkova-Maslakova Vera Anisimova Natalya Bochina            | Union soviétique   | 42 s 10      |
| 3    | Heather Hunte-Oakes Kathy Smallwood-Cook Beverley Goddard-Callender Sonia Lannaman | Royaume-Uni        | 42 s 43      |
| 4    | Sofka Popova Liliana Panaiotova Maria Shishkova Galina Encheva                     | Bulgarie           | 42 s 67      |
| 5    | Véronique Grandrieux Chantal Réga Raymonde Naigre Emma Sulter                      | France             | 42 s 84      |
| 6    | Leleith Hodges Jacqueline Pusey Rose Allwood Merlene Ottey                         | Jamaïque           | 43 s 19      |
| 7    | Lucyna Langer Elzbieta Stachurska Zofia Bielczyk Grażyna Rabsztyn                  | Pologne            | 43 s 59      |
| 8    | Linda Haglund Lena Möller Ann-Louise Skoglund Helena Pihl                          | Suède              | DNF          |

### 4 × 400 mètres hommes
| Rang | Athlètes                                                                          | Pays               | Performance  |
| ---- | --------------------------------------------------------------------------------- | ------------------ | ------------ |
| 1    | Viktor Markin Remigijus Valiulis Mikhail Linge Nikolay Chernetsky                 | Union soviétique   | 3 min 01 s 1 |
| 2    | Klaus Thiele Andreas Knebel Frank Schaffer Volker Beck                            | Allemagne de l'Est | 3 min 01 s 3 |
| 3    | Roberto Tozzi Mauro Zuliani Stefano Malinverni Pietro Mennea                      | Italie             | 3 min 04 s 3 |
| 4    | Jacques Fellice Robert Froissart Didier Dubois Francis Demarthon                  | France             | 3 min 04 s 8 |
| 5    | Paulo Roberto Correia Antonio Dias Ferreira Agberto Guimarães Geraldo Jose Pegado | Brésil             | 3 min 05 s 9 |
| 6    | Joseph Coombs Charles Joseph Rafee Mohammed Michael Solomon                       | Trinité-et-Tobago  | 3 min 06 s 6 |
| 7    | Josef Lomický Dušan Malovec František Brecka Karel Kolář                          | Tchécoslovaquie    | 3 min 07 s 0 |
| 8    | Alan Bell Terry Whitehead Roderic Milne Glen Cohen                                | Royaume-Uni        | DNF          |

### 4 × 400 mètres femmes
| Rang | Athlètes                                                                | Pays               | Performance  |
| ---- | ----------------------------------------------------------------------- | ------------------ | ------------ |
| 1    | Tatyana Prorochenko Tatyana Goistchik Nina Zyuskova Irina Nazarova      | Union soviétique   | 3 min 20 s 2 |
| 2    | Barbara Krug Gabriele Löwe Christina Brehmer-Lathan Marita Koch         | Allemagne de l'Est | 3 min 20 s 4 |
| 3    | Linsey MacDonald Michelle Probert Joslyn Hoyte-Smith Janine MacGregor   | Royaume-Uni        | 3 min 27 s 5 |
| 4    | Iboia Korodi Niculina Lazarciuc Maria Samungi Elena Tarfta              | Roumanie           | 3 min 27 s 7 |
| 5    | Irén Orosz Judit Forgács Éva Tóth Ilona Pál                             | Hongrie            | 3 min 27 s 9 |
| 6    | Grazyna Oliszewska Elzbieta Katolik Jolanta Januchta Malgorzata Dunecka | Pologne            | 3 min 27 s 9 |
| 7    | Lea Alaerts Régine Berg Anne Michel Rosine Wallez                       | Belgique           | 3 min 31 s 6 |
| 8    | Svobodka Damianova Rositsa Stamenova Milena Andonova Bonka Dimova       | Bulgarie           | DNF          |

## Courses sur route

### Marathon hommes
| Rang | Athlète              | Pays               | Performance   |
| ---- | -------------------- | ------------------ | ------------- |
| 1    | Waldemar Cierpinski  | Allemagne de l'Est | 2 h 11 min 03 |
| 2    | Gerard Nijboer       | Pays-Bas           | 2 h 11 min 20 |
| 3    | Satymkul Jumanazarov | Union soviétique   | 2 h 11 min 35 |
| 4    | Vladimir Kotov       | Union soviétique   | 2 h 12 min 05 |
| 5    | Leonid Moseyev       | Union soviétique   | 2 h 12 min 14 |
| 6    | Rodolfo Gómez        | Mexique            | 2 h 12 min 39 |
| 7    | Dereje Nedi          | Éthiopie           | 2 h 12 min 44 |
| 8    | Massimo Magnani      | Italie             | 2 h 13 min 12 |

### 20 km marche hommes
| Rang | Athlète                 | Pays               | Performance            |
| ---- | ----------------------- | ------------------ | ---------------------- |
| 1    | Maurizio Damilano       | Italie             | 1 h 23 min 35 s 5 (RO) |
| 2    | Pyotr Pochenchuk        | Union soviétique   | 1 h 24 min 45 s 4      |
| 3    | Roland Wieser           | Allemagne de l'Est | 1 h 25 min 58 s 2      |
| 4    | Evgeni Evsiukov         | Union soviétique   | 1 h 26 min 28 s 3      |
| 5    | José Marín              | Espagne            | 1 h 26 min 45 s 6      |
| 6    | Raúl González Rodríguez | Mexique            | 1 h 27 min 48 s 6      |
| 7    | Bohdan Bulakowski       | Pologne            | 1 h 28 min 36 s 3      |
| 8    | Karl-Heinz Stadtmoller  | Allemagne de l'Est | 1 h 29 min 21 s 7      |

### 50 km marche hommes
| Rang | Athlète           | Pays               | Performance          |
| ---- | ----------------- | ------------------ | -------------------- |
| 1    | Hartwig Gauder    | Allemagne de l'Est | 3 h 49 min 24 s (RO) |
| 2    | Jorge Llopart     | Espagne            | 3 h 51 min 25 s      |
| 3    | Evgeni Ivchenko   | Union soviétique   | 3 h 56 min 32 s      |
| 4    | Bengt Simonsen    | Suède              | 3 h 57 min 08 s      |
| 5    | Viacheslav Fursov | Union soviétique   | 3 h 58 min 32 s      |
| 6    | José Marín        | Espagne            | 4 h 03 min 08 s      |
| 7    | Stanislaw Rola    | Pologne            | 4 h 07 min 07 s      |
| 8    | Willi Sawall      | Australie          | 4 h 08 min 25 s      |

## Sauts

### Saut en hauteur hommes
| Rang | Athlète             | Pays               | Performance |
| ---- | ------------------- | ------------------ | ----------- |
| 1    | Gerd Wessig         | Allemagne de l'Est | 2,36 m      |
| 2    | Jacek Wszola        | Pologne            | 2,31 m      |
| 3    | Jörg Freimuth       | Allemagne de l'Est | 2,31 m      |
| 4    | Henry Lauterbach    | Allemagne de l'Est | 2,29 m      |
| 5    | Roland Dalhäuser    | Suisse             | 2,24 m      |
| 6    | Vaso Komnenic       | Yougoslavie        | 2,24 m      |
| 7    | Adrian Proteasa     | Roumanie           | 2,21 m      |
| 8    | Aleksandr Grigoryev | Union soviétique   | 2,21 m      |

### Saut en hauteur femmes
| Rang | Athlète             | Pays               | Performance |
| ---- | ------------------- | ------------------ | ----------- |
| 1    | Sara Simeoni        | Italie             | 1,97 m      |
| 2    | Urszula Kielan      | Pologne            | 1,94 m      |
| 3    | Jutta Kirst         | Allemagne de l'Est | 1,94 m      |
| 4    | Rosemarie Ackermann | Allemagne de l'Est | 1,91 m      |
| 5    | Marina Sysoyeva     | Union soviétique   | 1,91 m      |
| 6    | Andrea Reichstein   | Allemagne de l'Est | 1,91 m      |
| 6    | Christine Stanton   | Australie          | 1,91 m      |
| 8    | Cornelia Popa       | Roumanie           | 1,88 m      |

### Saut à la perche hommes
| Rang | Athlète               | Pays             | Performance |
| ---- | --------------------- | ---------------- | ----------- |
| 1    | Wladislaw Kozakiewicz | Pologne          | 5,78 m      |
| 2    | Konstantin Volkov     | Union soviétique | 5,65 m      |
| 2    | Tadeusz Slusarski     | Pologne          | 5,65 m      |
| 4    | Philippe Houvion      | France           | 5,65 m      |
| 5    | Jean-Michel Bellot    | France           | 5,60 m      |
| 6    | Mariusz Klimczyk      | Pologne          | 5,55 m      |
| 7    | Thierry Vigneron      | France           | 5,45 m      |
| 8    | Sergey Kulibaba       | Union soviétique | 5,45 m      |

### Saut en longueur hommes
| Rang | Athlète            | Pays               | Performance |
| ---- | ------------------ | ------------------ | ----------- |
| 1    | Lutz Dombrowski    | Allemagne de l'Est | 8,54 m      |
| 2    | Frank Paschek      | Allemagne de l'Est | 8,21 m      |
| 3    | Valeriy Pidluzhnyy | Union soviétique   | 8,18 m      |
| 4    | László Szalma      | Hongrie            | 8,13 m      |
| 5    | Stanisław Jaskułka | Pologne            | 8,13 m      |
| 6    | Viktor Belskiy     | Union soviétique   | 8,10 m      |
| 7    | Antonio Corgos     | Espagne            | 8,09 m      |
| 8    | Yordan Yanev       | Bulgarie           | 8,02 m      |

### Saut en longueur femmes
| Rang | Athlète           | Pays               | Performance |
| ---- | ----------------- | ------------------ | ----------- |
| 1    | Tatyana Kolpakova | Union soviétique   | 7,06 m      |
| 2    | Brigitte Wujak    | Allemagne de l'Est | 7,04 m      |
| 3    | Tatyana Skachko   | Union soviétique   | 7,01 m      |
| 4    | Anna Włodarczyk   | Pologne            | 6,95 m      |
| 5    | Siegrun Siegl     | Allemagne de l'Est | 6,87 m      |
| 6    | Jarmila Nygrynova | Tchécoslovaquie    | 6,83 m      |
| 7    | Sigrid Heimann    | Allemagne de l'Est | 6,71 m      |
| 8    | Lidiya Alfeyeva   | Union soviétique   | 6,71 m      |

### Triple saut hommes
| Rang | Athlète                 | Pays             | Performance |
| ---- | ----------------------- | ---------------- | ----------- |
| 1    | Jaak Uudmae             | Union soviétique | 17,35 m     |
| 2    | Viktor Saneïev          | Union soviétique | 17,24 m     |
| 3    | Joao Carlos de Oliveira | Brésil           | 17,22 m     |
| 4    | Keith Connor            | Royaume-Uni      | 16,87 m     |
| 5    | Ian Campbell            | Australie        | 16,72 m     |
| 6    | Atanas Chochev          | Bulgarie         | 16,56 m     |
| 7    | Béla Bakosi             | Hongrie          | 16,47 m     |
| 8    | Kenneth Lorraway        | Australie        | 16,44 m     |

## Lancers

### Lancer du poids hommes
| Rang | Athlète               | Pays               | Performance |
| ---- | --------------------- | ------------------ | ----------- |
| 1    | Vladimir Kiselyov     | Union soviétique   | 21,35 m     |
| 2    | Aleksandr Baryshnikov | Union soviétique   | 21,08 m     |
| 3    | Udo Beyer             | Allemagne de l'Est | 21,06 m     |
| 4    | Reijo Ståhlberg       | Finlande           | 20,82 m     |
| 5    | Geoff Capes           | Royaume-Uni        | 20,50 m     |
| 6    | Hans-Jurgen Jacobi    | Allemagne de l'Est | 20,32 m     |
| 7    | Jaromir Vik           | Tchécoslovaquie    | 20,24 m     |
| 8    | Vladimir Milić        | Yougoslavie        | 20,07 m     |

### Lancer du poids femmes
| Rang | Athlète               | Pays               | Performance |
| ---- | --------------------- | ------------------ | ----------- |
| 1    | Ilona Slupianek       | Allemagne de l'Est | 22,41 m     |
| 2    | Svetlana Krachevskaya | Union soviétique   | 21,42 m     |
| 3    | Margitta Pufe         | Allemagne de l'Est | 21,20 m     |
| 4    | Nunu Abashidze        | Union soviétique   | 21,15 m     |
| 5    | Verzhinia Veselinova  | Bulgarie           | 20,72 m     |
| 6    | Elena Stoyanova       | Bulgarie           | 20,22 m     |
| 7    | Natalya Akhrimenko    | Union soviétique   | 19,74 m     |
| 8    | Ines Reichenbach      | Allemagne de l'Est | 19,66 m     |

### Lancer du disque hommes
| Rang | Athlète            | Pays               | Performance |
| ---- | ------------------ | ------------------ | ----------- |
| 1    | Viktor Rashchupkin | Union soviétique   | 66,64 m     |
| 2    | Imrich Bugar       | Tchécoslovaquie    | 66,38 m     |
| 3    | Luis Delis         | Cuba               | 66,32 m     |
| 4    | Wolfgang Schmidt   | Allemagne de l'Est | 65,64 m     |
| 5    | Yuriy Dumchev      | Union soviétique   | 65,58 m     |
| 6    | Ihor Duhinets      | Union soviétique   | 64,04 m     |
| 7    | Emil Vladimirov    | Bulgarie           | 63,18 m     |
| 8    | Velko Velev        | Bulgarie           | 63,04 m     |

### Lancer du disque femmes
| Rang | Athlète           | Pays               | Performance |
| ---- | ----------------- | ------------------ | ----------- |
| 1    | Evelin Jahl       | Allemagne de l'Est | 69,96 m     |
| 2    | Maria Vergova     | Bulgarie           | 67,90 m     |
| 3    | Tatyana Lesovaya  | Union soviétique   | 67,40 m     |
| 4    | Gisela Beyer      | Allemagne de l'Est | 67,08 m     |
| 5    | Margitta Pufe     | Allemagne de l'Est | 66,12 m     |
| 6    | Florenta Tacu     | Roumanie           | 64,38 m     |
| 7    | Galina Murashova  | Union soviétique   | 63,84 m     |
| 8    | Svetlana Bozhkova | Bulgarie           | 63,14 m     |

### Lancer du marteau hommes
| Rang | Athlète            | Pays               | Performance |
| ---- | ------------------ | ------------------ | ----------- |
| 1    | Youri Sedykh       | Union soviétique   | 81,80 m     |
| 2    | Sergey Litvinov    | Union soviétique   | 80,64 m     |
| 3    | Juri Tamm          | Union soviétique   | 78,96 m     |
| 4    | Roland Steuk       | Allemagne de l'Est | 77,54 m     |
| 5    | Detlef Gerstenberg | Allemagne de l'Est | 74,60 m     |
| 6    | Emanuil Dyulgerov  | Bulgarie           | 74,04 m     |
| 7    | Gianpaolo Urlando  | Italie             | 73,90 m     |
| 8    | Ireneusz Golda     | Pologne            | 73,74 m     |

### Lancer du javelot hommes
| Rang | Athlète           | Pays               | Performance |
| ---- | ----------------- | ------------------ | ----------- |
| 1    | Dainis Kula       | Union soviétique   | 91,20 m     |
| 2    | Aleksandr Makarov | Union soviétique   | 89,64 m     |
| 3    | Wolfgang Hanisch  | Allemagne de l'Est | 86,72 m     |
| 4    | Heino Puuste      | Union soviétique   | 86,10 m     |
| 5    | Antero Puranen    | Finlande           | 85,12 m     |
| 6    | Pentti Sinersaari | Finlande           | 84,34 m     |
| 7    | Detlef Fuhrmann   | Allemagne de l'Est | 83,50 m     |
| 8    | Miklós Németh     | Hongrie            | 82,40 m     |

### Lancer du javelot femmes
| Rang | Athlète           | Pays               | Performance |
| ---- | ----------------- | ------------------ | ----------- |
| 1    | Maria Colon       | Cuba               | 68,40 m     |
| 2    | Saida Gunba       | Union soviétique   | 67,76 m     |
| 3    | Ute Hommola       | Allemagne de l'Est | 66,56 m     |
| 4    | Ute Richter       | Allemagne de l'Est | 66,54 m     |
| 5    | Ivanka Vancheva   | Bulgarie           | 65,38 m     |
| 6    | Tatyana Biryulina | Union soviétique   | 65,08 m     |
| 7    | Eva Raduly        | Roumanie           | 64,08 m     |
| 8    | Ruth Fuchs        | Allemagne de l'Est | 63,94 m     |

## Épreuves combinées

### Décathlon hommes
| Rang | Athlète         | Pays               | Performance |
| ---- | --------------- | ------------------ | ----------- |
| 1    | Daley Thompson  | Royaume-Uni        | 8 495 pts   |
| 2    | Yuriy Kutsenko  | Union soviétique   | 8 331 pts   |
| 3    | Sergey Zhelanov | Union soviétique   | 8 135 pts   |
| 4    | Georg Werthner  | Autriche           | 8 050 pts   |
| 5    | Sepp Zeilbauer  | Autriche           | 8 007 pts   |
| 6    | Dariusz Ludwig  | Pologne            | 7 978 pts   |
| 7    | Atanas Andonov  | Bulgarie           | 7 927 pts   |
| 8    | Steffen Grummt  | Allemagne de l'Est | 7 892 pts   |

### Pentathlon femmes
Ce seront les derniers jeux Olympiques où on verra cette épreuve, qui sera remplacée par la suite par l'heptathlon féminin.
| Rang | Athlète             | Pays               | Performance |
| ---- | ------------------- | ------------------ | ----------- |
| 1    | Nadezhda Tkachenko  | Union soviétique   | 5 083 pts   |
| 2    | Olga Rukavishnikova | Union soviétique   | 4 937 pts   |
| 3    | Olga Kuragina       | Union soviétique   | 4 875 pts   |
| 4    | Ramona Neubert      | Allemagne de l'Est | 4 698 pts   |
| 5    | Margit Papp         | Hongrie            | 4 562 pts   |
| 6    | Burglinde Pollak    | Allemagne de l'Est | 4 553 pts   |
| 7    | Valentina Dimitrova | Bulgarie           | 4 458 pts   |
| 8    | Emilia Kunova       | Bulgarie           | 4 431 pts   |